# Герб на Малтийския орден
Гербът на Суверенния Малтийски орден, знамето и химнът са официалните символи на Суверенния Малтийски орден.

## Описание
Гербът на ордена представлява щит, с червено поле на което се намира сребърен кръст. На заден план се вижда малтийски кръст от същия метал. На върха се намира короната на Великия Магистър.

## Емблема на работническите организации на ордена
Тази емблема е символ на грижата за болните и страдащите, упражнявана от Малтийския орден по целия свят. Тя представлява червен щит със сребърен малтийски кръст и тясна вътрешна ивица от същия метал.

## Други версии
- Герб на Матю Фестинг, символ на неговата власт. Използва се при тържествени случаи.